# Oxyde de tantale(V)
L'oxyde de tantale(V), ou pentoxyde de tantale, est un composé chimique de formule Ta2O5. Il se présente sous la forme d'un solide blanc inodore et insoluble dans tous les solvants mais qui peut être attaqué par des bases fortes et l'acide fluorhydrique HF(aq). Il s'agit d'un matériau inerte qui a un indice de réfraction élevé et un coefficient d'absorption faible, ce qui en fait un matériau utilisé pour les revêtements. Il est également très utilisé pour la fabrication de condensateurs en raison de sa permittivité élevée.

## Sources et raffinage
On trouve le tantale dans la tantalite et la columbite — le columbium étant une dénomination obsolète du niobium — présents dans les pegmatites, des roches ignées. Les mélanges de tantalite et de columbite sont appelés coltan. La microlite et le pyrochlore contiennent respectivement de l'ordre de 70 et 10 % de tantale.
Les minerais de tantale contiennent généralement d'importantes quantités de niobium, qui est lui-même un métal de valeur, de sorte que ces deux métaux sont extraits à des fins commerciales. L'ensemble du procédé relève de l'hydrométallurgie et débute par une étape de lixiviation dans laquelle le métal est traité avec de l'acide fluorhydrique et de l'acide sulfurique pour produire des hydrogénofluorures solubles dans l'eau afin de permettre la séparation de ces métaux des diverses impuretés non métalliques contenues dans les roches :
(FeMn)(NbTa)2O6 + 16 HF → H2[TaF7] + H2[NbOF5] + FeF2 + MnF2 + 6 H2O.
Les hydrogénofluorures de tantale et de niobium sont éliminés de la solution aqueuse par extraction liquide-liquide en utilisant des solvants organiques tels que la cyclohexanone ou la méthylisobutylcétone. Cette étape permet d'éliminer aisément les différentes impuretés métalliques telles que le fer et le manganèse qui restent dans la phase aqueuse sous forme de fluorures. La séparation du tantale et du niobium est alors réalisée par ajustement du pH. Le niobium exige une acidité plus élevée pour rester en solution et peut donc être éliminé sélectivement par extraction dans de l'eau moins acide. La solution d'hydrogénofluorure de tantale pur est ensuite neutralisée avec l'ammoniaque pour donner de l'hydroxyde de tantale(V) Ta(OH)5 qui peut être finalement calciné en oxyde de tantale(V) Ta2O5 :
H2[TaF7] + 5 H2O + 7 NH3 → Ta(OH)5 + 7 NH4F,
2 Ta(OH)5 → Ta2O5 + 5 H2O.
L'oxyde de tantale(V) est couramment utilisé en électronique sous la forme de couches minces. Pour ces applications, il peut être produit par épitaxie en phase vapeur aux organométalliques (MOCVD) ou des procédés apparentés, ce qui implique l'hydrolyse d'halogénures volatils ou d'alcoolates tels que l'éthanolate de tantale(V) Ta2(OEt)10 :
Ta2(OEt)10 + 5 H2O → Ta2O5 + 10 EtOH
2 TaCl5 + 5 H2O → Ta2O5 + 10 HCl.

## Structure et propriétés
La structure cristalline de l'oxyde de tantale(V) a été quelque peu discutée. Le matériau massif est désordonné, étant amorphe ou polycristallin. Les monocristaux sont difficiles à faire croître. L'étude par cristallographie aux rayons X s'est limitée à la diffraction sur poudre, ce qui fournit moins d'informations structurelles. On a identifié au moins deux polymorphes : une forme à basse température, connue sous le nom de L- ou de β-Ta2O5, et une forme à haute température appelée H- ou α-Ta2O5. La transition entre ces deux formes, qui se déroule de 1 000 à 1 360 °C, est lente et réversible, les deux formes coexistant entre ces deux températures. Ces deux polymorphes sont constitués de chaînes construites à partir d'octaèdres TaO6 et de bipyramides pentagonales TaO7 partageant une arête et leurs sommets opposés. Le système cristallin est orthorhombique, le groupe d'espace du β-Ta2O5 étant Pna2 dans les deux cas d'après une analyse par diffractométrie de rayons X sur monocristal. Une forme haute pression a également été publiée, dans laquelle les atomes de tantale adoptent une géométrie de coordinence 7 pour donner une structure monoclinique (groupe d'espace C2).
Il est difficile d'obtenir un matériau ayant une structure homogène, ce qui a conduit à publier des propriétés variables pour l'oxyde de tantale(V). Ta2O5 est un isolant électrique ayant une largeur de bande interdite dont la valeur publiée varie entre 3,8 et 5,3 eV selon le mode de production,,. D'une manière générale, plus le matériau est amorphe et plus sa bande interdite est large. Il convient de noter que les valeurs expérimentales sont significativement plus élevées que les valeurs calculées à partir de modèles informatiques (2,3 à 3,8 eV),,.
La permittivité de l'oxyde de tantale(V) est de l'ordre de 25, bien que des valeurs supérieures à 50 ont également été publiées. Ce matériau est généralement considéré comme un diélectrique high-κ.

## Réactions
L'oxyde de tantale(V) ne réagit pas significativement avec l'acide chlorhydrique HCl ni avec l'acide bromhydrique HBr mais se dissout dans l'acide fluorhydrique HF et réagit avec le bifluorure de potassium KHF2 et l'acide fluorhydrique HF de la façon suivante :
Ta2O5 + 4 KHF2 + 6 HF → 2 K4[TaF7] + 5 H2O.
Ta2O5 peut être réduit en tantale métallique à l'aide de réducteurs métalliques tels que le calcium et l'aluminium :
Ta2O5 + 5 Ca → 2 Ta + 5 CaO.

## Applications

### Dans l'électronique
En raison de sa bande interdite large et de sa permittivité élevée, l'oxyde de tantale(V) est employé dans une grande variété d'applications électroniques, notamment dans les condensateurs au tantale (en). Ces derniers sont utilisés dans la construction automobile, les téléphones mobiles, les appareils de radiomessagerie, les circuits électroniques, les couches minces de composants électroniques et l'électronique hyperfréquence. Dans les années 1990, l'intérêt pour l'oxyde de tantale(V) a grandi dans le domaine des applications comme diélectrique high-κ pour les condensateurs de DRAM. Il est utilisé dans les condensateurs sur puce de type métal-isolant-métal pour les circuits intégrés CMOS hyperfréquence.

### En optique
En raison de son indice de réfraction élevé, l'oxyde de tantale(V) a été utilisé dans la fabrication de verre pour objectifs photographiques.